# ミケル・ラサ
ミケル・ラサ・ゴイコエチェア（Mikel Lasa Goikoetxea、1971年9月9日 - ）は、スペイン・バスク州ラゴレタ出身の元サッカー選手。現役時代のポジションはDF。元スペイン代表。
レアル・ソシエダのユースチームを経て、1989年に同クラブのトップチームにてプロデビュー。その後、レアル・マドリード、アスレティック・ビルバオ、レアル・ムルシアなどで活躍し、シウダ・デ・ムルシアで引退した。

## 経歴
1991年から1997年まで在籍したレアル・マドリード時代には、2度のリーグ優勝、国王杯、スーペルコパ・デ・エスパーニャを制した。1992-93シーズンのスーペルコパ・デ・エスパーニャ決勝、レアル・サラゴサ戦で勝利を決定的とするチームの2点目を挙げて優勝を果たした。1994-95シーズンのセヴィージャFC戦では、相手ボールをインターセプト、自陣から浮き球で相手GKの頭越しに決めるという、キャリアを代表するゴールを挙げた。1992-93シーズン以降はレギュラーに近い選手であったが、1996-97シーズン、チームは優勝するも、自身はリーグ戦13試合の出場に留まり、1997-98シーズンにはビルバオへと移籍した。
バルセロナオリンピックにスペイン代表として出場し、金メダルを獲得、A代表には1993年2月24日、ワールドカップ予選のリトアニア戦で先発デビュー、同予選6月2日のリトアニアでもプレーしたが、以降召集はされなかった。